# エルカセット

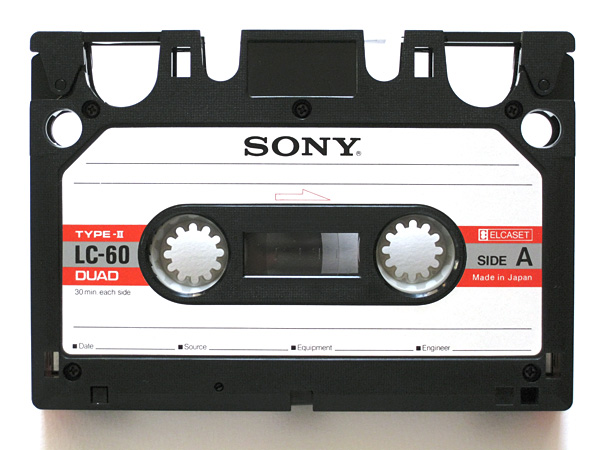
エルカセット(ソニー DUAD LC-60)

エルカセット（ELCASET）は、文庫本大（152mm×106mm×18mm）のカセットシェルに1/4インチ幅（6.3mm / オープンリールテープと同一）のテープを収め、コンパクトカセットの2倍の走行速度9.53 cm/s、A/B各面2チャンネルでアナログ磁気記録再生するための、カセットおよび録音再生装置（所謂テープレコーダー）の規格名である。
コンパクトカセットがあくまでも会話録音用の規格であったため、ハイファイオーディオ用途においてメーカー及び消費者側が性能や音質に疑問を抱いたことから、ハイファイオーディオに適合できる各種の新しいカセットテープ規格が提唱された。結果1976年に、「オープンリールの音を、カセットに。」という開発思想の下、ソニー（初代法人、現・ソニーグループ）、松下電器産業（現・パナソニック ホールディングス）、ティアック(TEAC)の3社が提唱し、実用化から一般市販に至った音声記録機器用規格である。主な商品は1976年6月以降、ソニー EL-7を筆頭に規格提唱各社から発売された。発売当時は大変多くの期待を集めた規格の一つであったが、結果的に商品としては後発のDAT（関連機器の製造期間：18年〈1987年 - 2005年〉）やデジタルマイクロカセット（別名DMCまたはNT。関連機器の製造期間：7年〈1992年 - 1999年〉）、DCC（関連機器の製造期間：4年〈1992年 - 1996年〉）、Hi-MD（関連機器の製造期間：8年〈2004年 - 2012年〉）といった各種録音規格よりも更に短命に終わった。
理由としてコンパクトカセットの用途が音楽用に広がり、IEC TYPEIのノーマルポジションのテープにも高性能・高音質を謳った音楽録音専用の製品（いわゆるLH級、もしくはSLH級）が開発されたり、IEC TYPEIIのクロム(後のハイポジョン)、IEC TYPEⅢのフェリクロム(1991年の2代目ソニー DUADの生産終了後、2000年頃にIECの規格抹消)、IEC TYPEⅣのメタル(2003年の6代目マクセル METAL UD生産終了後、2011年頃にIECの規格抹消)と音楽用に特化した音質を追求したテープの存在やレコーダー自体も高性能になる。
また、当時エルカセットを製造・販売していたメーカー各社のレコーダー普及の足並みの悪さがあった。
また、オープンリールとの差別化も出来なかった。
恐らく、エルカセットのメリットが伝わらなかったと思われる。
一番の理由はコンパクトカセットのサイズのメリットを生かしたポータブルカセットプレイヤー（例・ソニー ウォークマンシリーズ、アイワ カセットボーイシリーズなど）や小型・軽量を謳ったステレオミニラジカセ（例・三洋電機 おしゃれなテレコU4シリーズ、松下電器産業 ナショナル・ラブコールシリーズ、東芝 ボムビート・ミニ→シュガーシリーズなど）などが発売されたり、ポータブルカセットレコーダーが発売される等ポータブル化出来た事で野外で音楽を聞いたり、生録する事が容易になった事である。
「オープンリールの音を、カセットに。」と謳い、オープンリールの煩わしさがなく使い易くなったエルカセットだったが、コンパクトカセットの質の向上と、 オープンリールテープと同一幅の磁気テープをカセットに納めた為レコーダー、プレーヤーのポータブル（携帯）化が難しくレコーダー、プレーヤーがコンパクト（小型）化出来、アウトドアでも使える手軽さのあるコンパクトカセットに大きく水をあけられてしまい、完全敗北して短命に終った。

## 概要

エルカセットの機構図

エルカセットのトラックパターン

テープをカセットシェルから上部に引き出して、逐次テープガイド・ヘッド・キャプスタンにローディングするアウターテープガイダンス技術が、エルカセットシステムの大きな機構上の特徴である。コンパクトカセットにおけるF特性、MOL、雑音レベル、スペクトラム分析におけるハイファイ録再機録には不十分な特性を改善している。また、コンパクトカセットシェルの精度誤差による位相特性の悪化を補っている。加えてテープ面積の拡大により経年劣化による再生再現性低下や変調ノイズを抑え、低域の歪みも軽減した。これはテープ走行系の安定化による効果である。このことはノイズリダクションシステムにとっても有利な環境であり、DOLBY-B NRがごく一部の機器を除き、ほぼ標準で装備されていた。オープンリール音楽記憶装置製造におけるノウハウを利用できることを利点として宣伝された。実際、EL-7におけるテープ走行系を見て見ると、同社のオープンリール音楽記憶装置同様の機構が見られ、大変シンプルかつ堅牢な造りとなっていた。
カセットシェルには、スライド式の誤消去防止タブ、リールストッパの採用、光電センサによるテープエンド検出穴、テープ種別検出孔、ノイズリダクション検出孔が設けられるなど、コンパクトカセットの使い勝手の良さを生かしつつ、さらなるハンドリング向上を目指した。また、コントロールトラックエリアも設けられ、頭出しなどを容易にする仕様も盛り込まれ、試作品は発表されたが製品化された実例はなかった。
テープローディングとカセットシェルの構造は、当時規格化されていたベータマックス・VHSビデオ用カセットに通じる技術であり、技術面での交流があったことが想像できる（ソニーのEL-7とEL-5の最初期のカタログにはビデオカセットレコーダーの技術を用いたと書かれている）。
テープの磁性体には、ヘマタイト系酸化鉄、またはコバルトドープ被着ヘマタイト系酸化鉄が使用された。
磁気記録特性では、Fe-Cr（フェリクロム）テープ使用時のコンパクトカセット比で、テープ速度が2倍・トラック幅が約1.6倍に広がったことによる、高域特性の改善（10kHzで約10dB以上のMOL拡大）とノイズレベル低下効果によってダイナミックレンジ65dB以上・S/N比62dB以上（いずれもドルビーBタイプノイズリダクションオフ時）を達成していた。

## 経緯

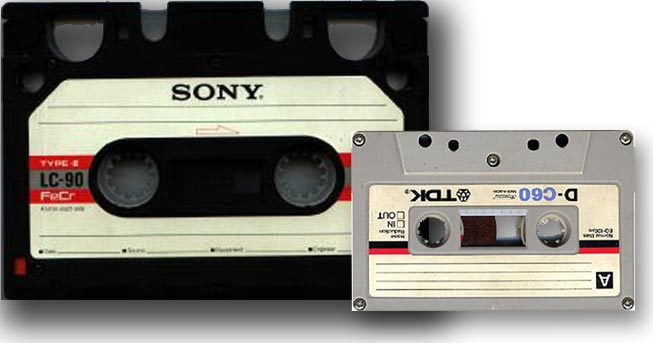
大きさの比較　エルカセット（左:ソニー製 DUAD）とコンパクトカセット（右:TDK製 D）

1970年代の中頃を過ぎた頃、小型音声録音機器の規格においてはフィリップス社提唱のコンパクトカセットが事実上の世界標準となっていた。しかしながら、そもそもコンパクトカセットは主に会話など中音域の記録を目的とした規格であった。それに対してコンパクトカセット登場以前より存在したオープンリール音声記録機器は音楽の録音再生にも適合する規格であったが、装置が大型であり、取扱において若干の熟練を必要とするものであった。メディア自体の保管性もテープをただリールに巻き取るものであったため、確実なものではなかった。
この二つのメディアの相互の欠点及び利点を補い、音楽用として実用に耐えるカセットテープシステムの提唱が行われた。古くはRCAにその規格があったと言われている。また、当時の日本オーディオ協会理事長始め複数の有識者がその規格の見直しと採用を提案していたとされる。日本でもアイワ（初代法人。現・ソニー〈二代目法人〉）がマガジン50テープカートリッジ（4.75 cm/sec テープ幅 6.3mm）を提唱。1963年に試作機を発表し、1964年に「TP-707」として製品化した。また、独BASF社がバスフユニセット（19 cm/sec or 9.5 cm/sec テープ幅 6.3mm）なるカセットテープの規格を提唱しており、その規格を採用した試作機をアイワがオーディオフェアに出品展示を行っていた。
その流れからソニー、松下電器産業（以下松下電器）、ティアックの三社共同にてELCASET規格が提唱され、実際に1976年にソニーから録音再生装置EL-7、およびブランクメディア（詳細は下記参照）が商品化された。1979年12月までに製造終了、並びに1980年3月までに販売終了となり、現在では新製された同規格製品を購入することは当然不可能である。

## テープの種類

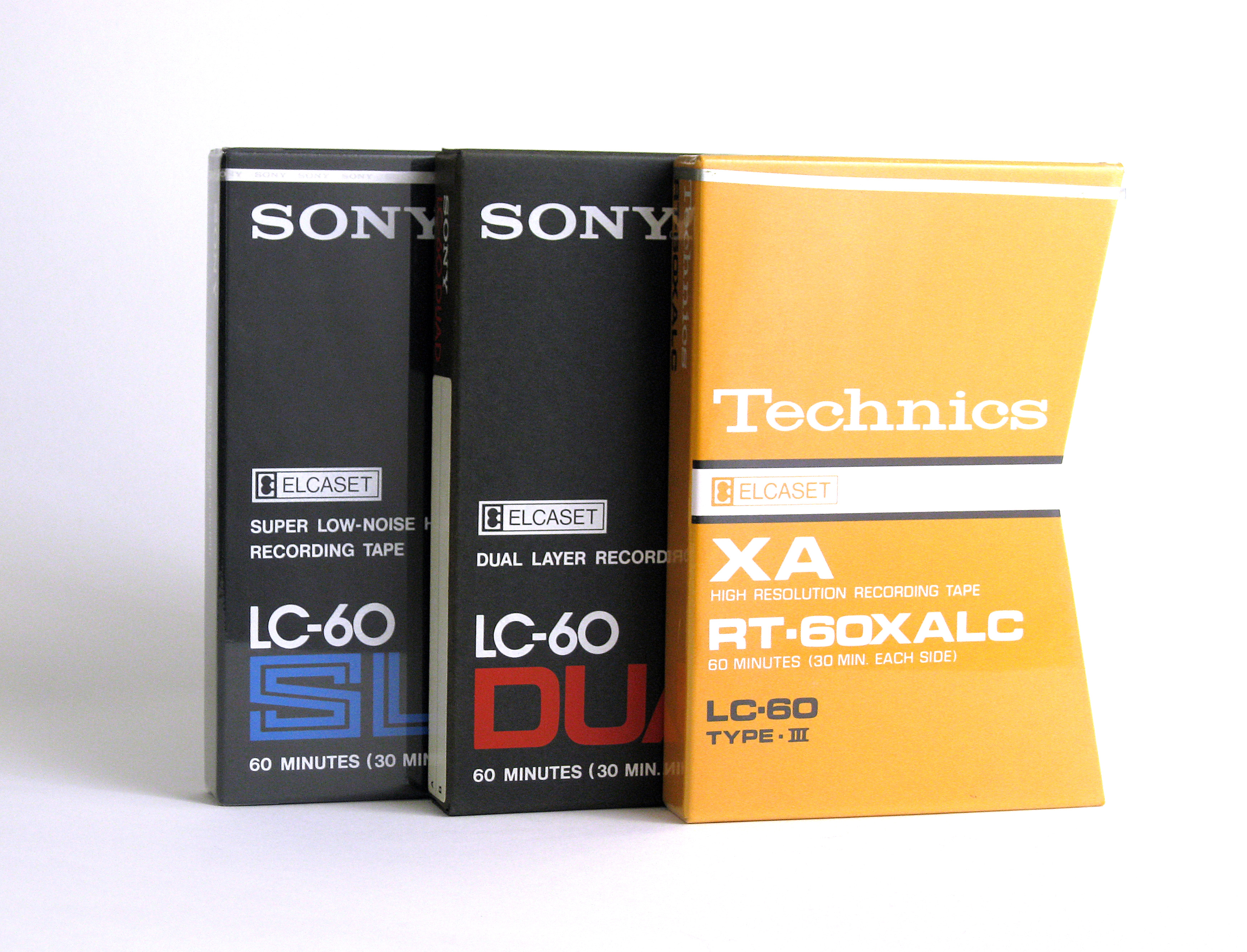
ケース外観（左から Type-I,Type-II,Type-III）

記録可能時間の標準表記はコンパクトカセットに倣って、「テープ規格-録音時間」の形式である。例えば、60分タイプは「LC-60」と表記される。なお、メーカーによっては、標準表記以外の独自の製品型番表現がある。
- メーカー別の記録時間表記

| 記録時間 | ソニー | Technics | Lo-D  |
| 30分     | LC-30  | (N.A)    | (N.A) |
| 60分     | LC-60  | RT-60    | LC60  |
| 90分     | LC-90  | RT-90    | LC90  |

※30分タイプは、デモテープなど特殊用途のみで流通した模様。
- テープ仕様

| TYPE            | ソニー | Technics | Lo-D  |
| I (NORMAL)      | SLH    | XDLC     | LH    |
| II (Fe-Cr)      | DUAD   | EXLC     | (N.A) |
| III (CrO2/HIGH) | (N.A)  | XALC     | (N.A) |

- 定価（ソニーの場合）

| TYPE       | 価格   |
| LC-60 SLH  | ¥1,500 |
| LC-90 SLH  | ¥2,000 |
| LC-60 DUAD | ¥2,500 |
| LC-90 DUAD | ¥3,000 |

- 誤消去防止タブの色分け

テープ仕様別に「誤消去防止タブ」が下記のように色分けされている。開封直後の（新品の）カセットシェルにはラベルが貼られていないが、ラベルなしでもテープ TYPE の目視判別が可能である。
Technicsブランドのテープでは、外箱そのものの地色が、各タイプと同系色で区分されていた。
| TYPE     | 色 |
| TYPE I   | 青 |
| TYPE II  | 赤 |
| TYPE III | 黄 |

TYPE IIIのエルカセットテープは松下電器のTechnicsブランドから「RT-60XALC」「RT-90XALC」として発売されたのが唯一で、盟主であるソニーからは一切発売されなかった。価格はRT-90XALCで¥4,500とオープンテープ10号タイプ並に高価で、当時のオーナーで実際に使っていたというケースは少なかった。そのため中古市場でもほとんど登場しない。この当時、六価クロム汚染公害が社会問題化しており、その余波でクロムテープ（後のハイポジションテープ）市場と、その生産が縮小されつつあった事が考慮されたためと思われる。
「ELCASET-DR」用の「T-180GL」は、TYPE IIIと表記され、価格も¥4,500と同額である。
「TYPE xx」という表記は、以後コンパクトカセットにも受け継がれたが、上記のとおり、同じTYPE表記でも実際の磁性体種との組み合わせがコンパクトカセットとは異なっている 点に注意が必要である。
- テープの生産

すべてソニーが生産して自社販売する他、松下電器や日立製作所（以下日立）へOEM供給をしていた（日経産業新聞、1976/5/12記事）。なお、ティアックはテープの生産・販売は一切行わなかった。

## ELCASET規格の表記
正しくは「エルカセット」、「ELCASET」のいずれかであり、それ以外の表記は誤りである。当時、オーディオ専門雑誌でさえ、Lカセット・ELカセットなどと書かれたものが一部で見受けられた。
なお、「エルカセット」および「ELCASET」はソニーの登録商標（日本第1402545号）である。

## 発売製品一覧
- ソニー (SONY)
EL-7（¥198,000）、EL-7B（¥204,000）、EL-5（¥128,000）、EL-4（¥99,800）
エルカセットデンスケ EL-D8（¥150,000）※唯一のポータブル機種
- Technics（松下電器産業）
RS-7500U（¥128,000）※唯一のドルビーNR（Bタイプ）非搭載機種
- ティアック (TEAC)
AL-700（¥198,000）
- Lo-D（日立）
D-9000（¥198,000） ※ソニー EL-7のOEMバージョン

その他、海外では以下の製品も発売されていた模様。
- WEGA ※ドイツのメーカー?
E4950 ※ソニー EL-7のOEMバージョン
- JVC（日本ビクター[3]）
LD-777 ※日本では発売せず（LD-777SAはプロトタイプ版）

## 応用製品
各記録メディアの時代、音楽記録メディアはデータレコーダーや、コンピュータのバックアップメディアにも転用されるのが通例だが、エルカセットも同様にELCASET-DR規格として、多チャンネル化されて医療機器などのデータロガーに利用された。この製品は1978年11月にソニーマグネスケール社から「FRC3907（9Ch用）」（185万円）、 「FRC3507（5Ch用）」（115万円）として発売された。記録上限周波数を高めるため、38 cm/sのテープ走行速度も可能だった。なお、ELCASET-DR規格用のエルカセットテープには TYPE III の表記があり、音楽録音用途への流用も可能と思われる。

## スペック例（ソニー EL-7の場合）
- トラック方式
4トラック2チャンネル
- テープスピード
9.5 cm/s
- 録音バイアス周波数
160 kHz
- 使用ヘッド
録音F&Fヘッド×1、再生F&Fヘッド×1、消去ヘッド×1
- 使用モーター
キャプスタン用　FG付周波数サーボモーター×1（クローズドループ・デュアルキャプスタン方式）
リール用　コアレスモーター×2（ダイレクトドライブ）
- 周波数特性
TYPE-II DUADテープ使用時
15〜27 kHz
25〜22 kHz（±3 dB）
TYPE-I SLHテープ使用時
15〜25 kHz
25〜20 kHz（±3 dB）
- S/N比
DOLBY-B NR OFF時
59 dB（TYPE-I,SLHテープ）
62 dB（TYPE-II,DUADテープ）
DOLBY-B NR ON時
5dB改善（1kHzにて）、10dB改善（5kHz以上にて）
- ワウフラッター
0.04%(WRMS)
- ひずみ率
0.8%（TYPE-II,DUADテープ）

（ソニー EL-7のサービスマニュアルより引用）

## 歴史
- 1976.4.12     エルカセットシステム・3社共同発表
- 1976.6.21     ソニー 据置型エルカセットデッキ EL-7 発売
- 1976.6.21     ソニー ブランクテープ LC-60SLH、LC-60DUAD 発売
- 1976.7.21     ソニー 据置型エルカセットデッキ EL-5 発売
- 1976.9.??     松下電器 据置型エルカセットデッキ Technics RS-7500U 発売
- 1976.10.22    三洋電機 据置型エルカセットデッキ（OTTO、型番不明）を第25回全日本オーディオフェア（10/22〜27）に試作機を出品
- 1976.10.22    東京芝浦電気 据置型エルカセットデッキ（Aurex、型番不明）を第25回全日本オーディオフェア（10/22〜27）に試作機を出品
- 1976.10.22    アイワ 据置型エルカセットデッキ（型番不明）を第25回全日本オーディオフェア（10/22〜27）に参考出品
- 1976.11.21?   ソニー 据置型エルカセットデッキ EL-7B 発売（EL-7のブラックバージョン）
- 1976.12.1     ティアック 据置型エルカセットデッキ AL-700 発売
- 1977.6.21     ソニー 据置型エルカセットデッキ EL-4 発売
- 1977.6.??     ソニー ブランクテープ LC-90SLH、LC-90DUAD 発売
- 1977.6.21〜   ソニー 「エルカセットフェスティバル」と称し、テープ3本購入で1本割引のサービス実施（9/21まで）
- 1977.7.中旬   日立据置型エルカセットデッキ Lo-D D-9000 発売
- 1977.7.下旬   ソニー EL-5の100名モニター募集を同社が実施（アンケート回答を条件に実質無償プレゼント）
- 1977.9.23     日本ビクター 据置型エルカセットデッキ JVC LD777を第26回全日本オーディオフェア（9/23〜29）に参考出品
- 1977.11.21    ソニー 可搬型エルカセットレコーダー　エルカセットデンスケ EL-D8 発売
- 1978.10.21    CBS・ソニー（現・ソニー・ミュージックレーベルズ） エルカセットミュージックテープ発売/各4,800円
- 1978.11.??    ソニーマグネスケール データレコーダー FRC3907 / FRC3905 発売
- 1979.??.??    ソニー 据置型エルカセットデッキの生産を中止
- 1980.??.??    ソニー 据置型エルカセットデッキの販売を停止し、ソニーインターナショナルでの競売を通して全ての残存製品をフィンランドのHIRVOX社に売却清算
- 1980.9.7      ソニーマグネスケール データレコーダー FE-39A / FE-35A 発売

## 生産販売台数の例
現在でも低普及率だった事が強調されるため、その生産販売台数に関する数字が語られることが非常に少ないが、以前ソニーが明らかにしたところ（日経産業新聞、1977年5月10日付）では、次のように記されている。
- 1976年6月〜1977年5月までの累計の生産販売台数 25,000台
内訳国内 11,000台
内訳輸出 ヨーロッパ 6,600台、アメリカ 3,200台を中心に14,000台
上記数字にOEMなどが含まれるのかどうかは不明である。

## ミュージックテープ
- CBS・ソニー発売
ストラヴィンスキー-春の祭典：ズービン・メータ、ニューヨーク・フィル(FLCA 1)
ベートーヴェン-ヴァイオリン協奏曲ニ長調作品61：アイザック・スターン、バレンボイム(FLCA 2)
ショパンアルバム：中村紘子(FLCA 3)
ストレンジャー：ビリー・ジョエル(FLPA 1)
ダウン・トゥー・ゼン・レフト：ボズ・スキャッグス(FLPA 2)
エレガント・ジプシー：アル・ディ・メオラ(FLPA 3)
征服者：メイナード・ファーガソン(FLPA 4)
サンライト：ハービー・ハンコック(FLPA 5)
SPACE KID：大野雄二(FLLA 1)
ヒット!ヒット!ヒット!